# 执行时间

## 基本定义
并行执行时间是由三部分组成的：计算时间，通信时间和并行开销时间，在并行计算中，他们分别记作：{\displaystyle T_{comp},T_{comm},T_{paro}}。
并行开销时间主要包括操作系统进行进程管理的时间等；通信时间则主要是处理器间进行消息，数据传递等所要的延迟。

## 参阅
并行计算